# Steckerlfisch

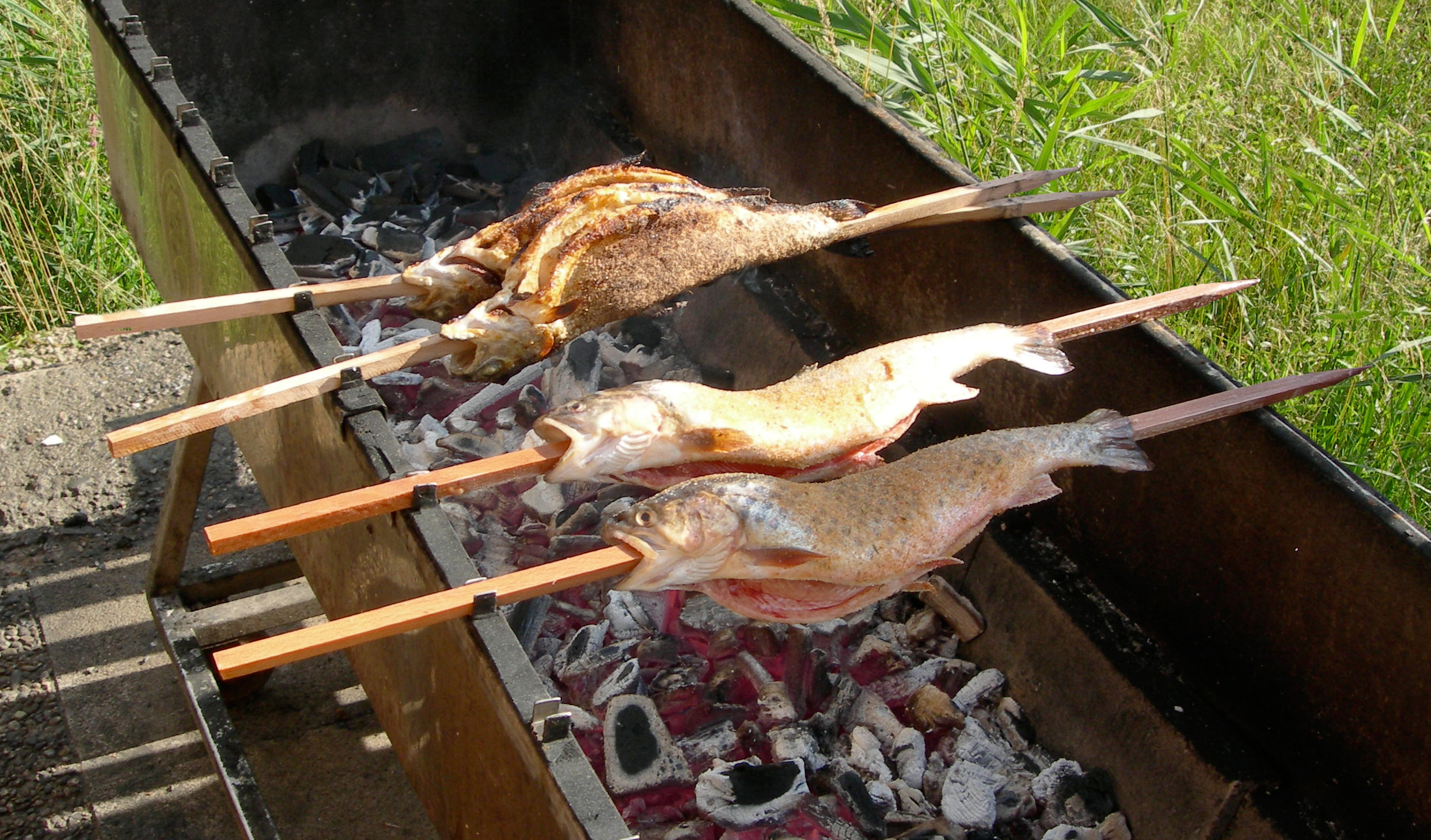
Brochettes de Steckerlfish au bord du Chiemsee.

Le Steckerlfisch (Steckerl signifie « petit bâton » en dialecte bavarois et Fisch, « poisson ») est un poisson grillé en brochette. C'est une spécialité de Bavière, de Franconie et d'Autriche qui est couramment servie dans les Biergärten et dans les fêtes populaires. Cela n'a rien à voir avec le stockfish séché à l'air libre.
Le Steckerlfisch est préparé habituellement à partir de poissons locaux comme le corégone ou un poisson blanc comme la brème, mais aujourd'hui on peut aussi préparer de la truite, des alevins ou du maquereau.

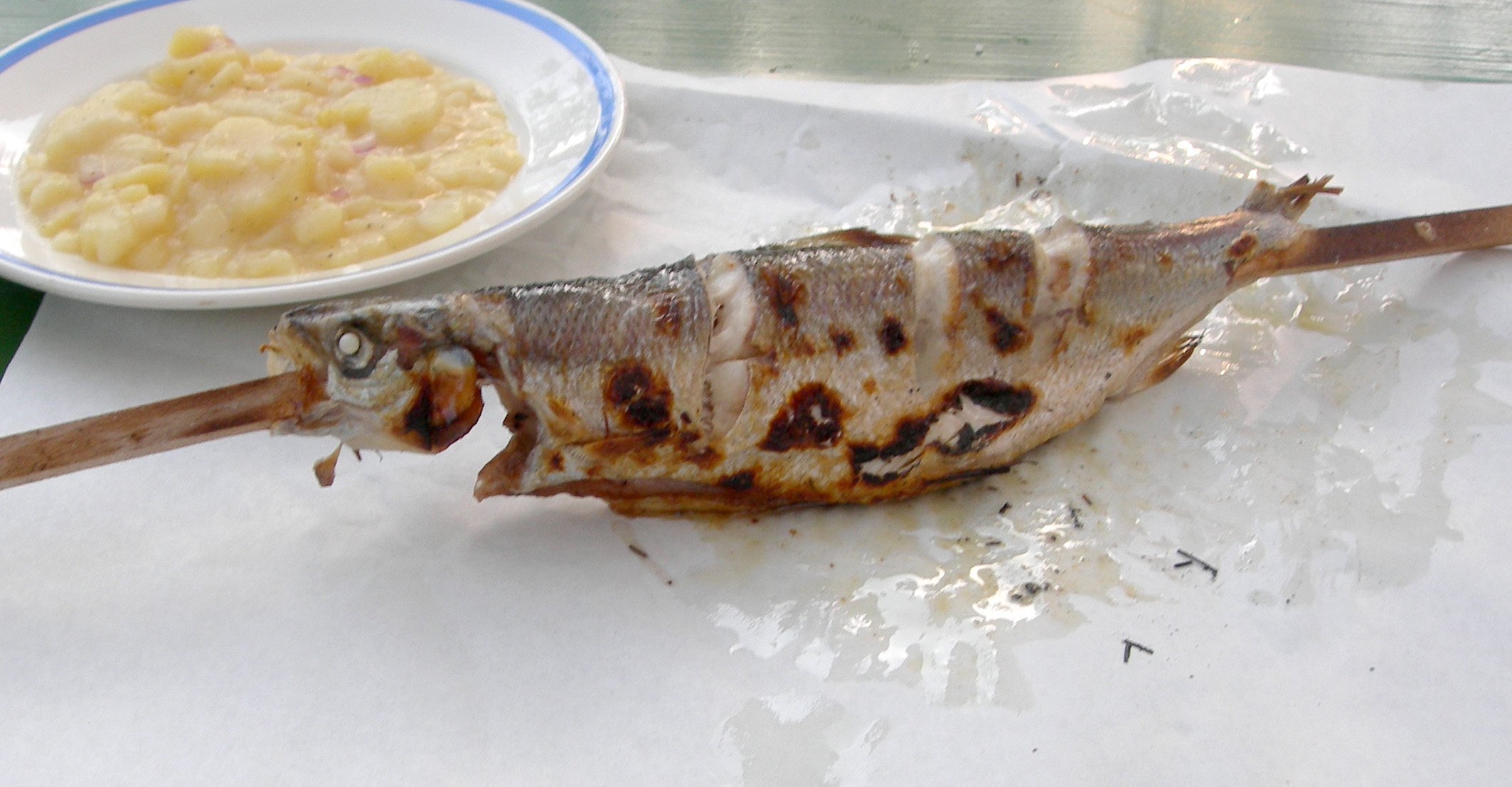
Brochette de Steckerlfish.

Le Steckerlfisch est très apprécié pendant l'Oktoberfest de Munich et cela l'a rendu populaire ailleurs. C'est un cuisinier munichois qui l'a introduit à l'Oktoberfest au début du XXe siècle.

## Préparation
Le poisson entier éviscéré est mariné dans un mélange copieux d'huile, d'épices et d'ail et embroché sur des bâtonnets d'environ 60 cm de longueur. Les bâtons sont ensuite fixés de manière que les poissons soient positionnés à l'envers et en angle au dessus des braises. Pendant le processus de cuisson, ils sont brossés plusieurs fois avec la marinade pour que la peau devienne croustillante.
Le Steckerlfisch se mange sur le papier dans lequel il est emballé après avoir été grillé et servi dans une assiette. Il est accompagné de pain ou de bretzels. 

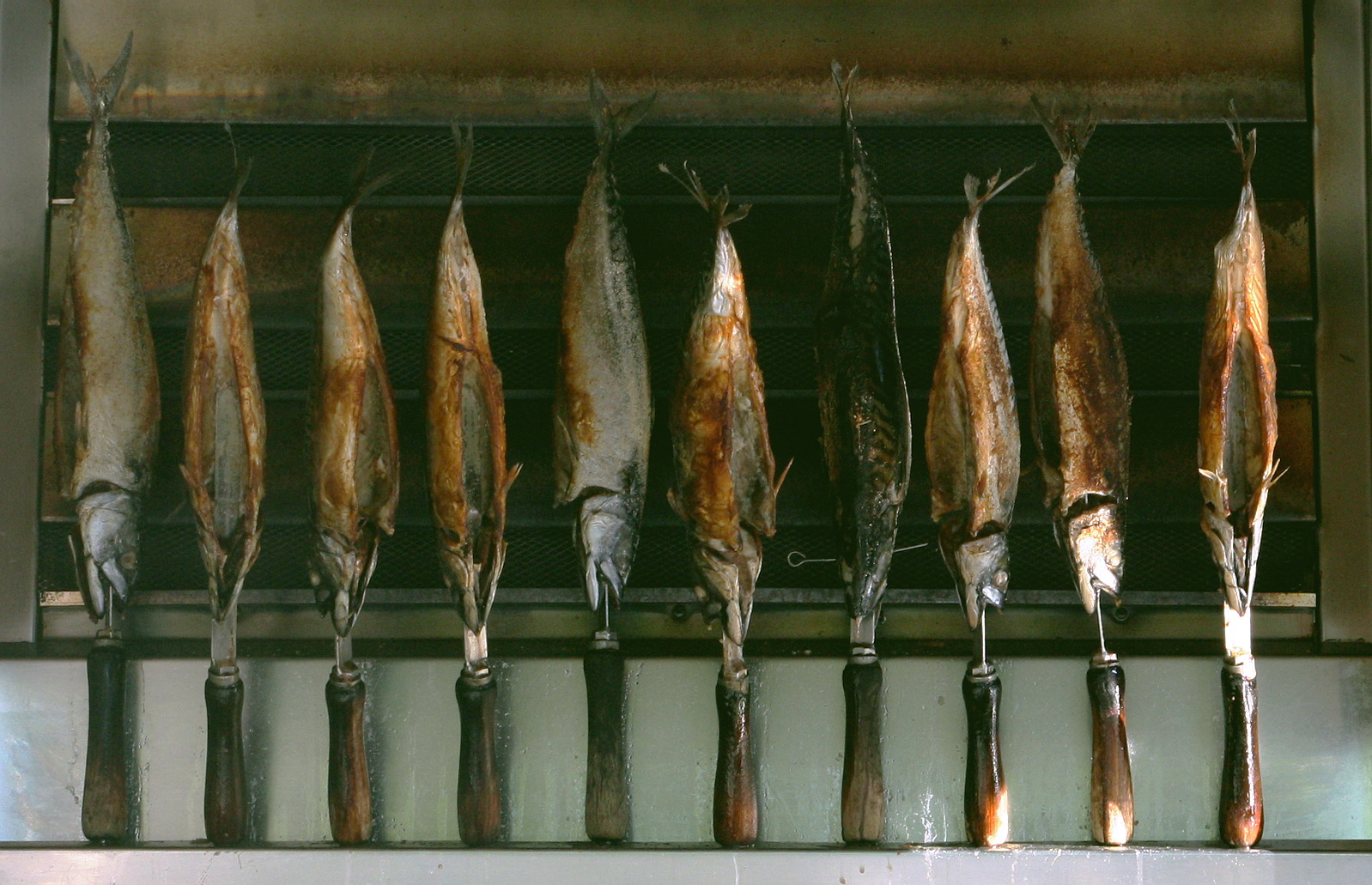
Brochettes de Steckerlfish de maquereau dans un Biergarten.